# Bruno Santos (surfista)
Bruno Santos (Rio de Janeiro-RJ, 21 de Fevereiro de 1983) é um surfista brasileiro, adepto do Freesurf (ou seja, longe dos circuitos mundiais), mas que por vezes participa em certas etapas como wild card (geralmente num spot com ondas tubulares como Teahupoo ou Banzai Pipeline).
Em 2008, ele foi campeão do Billabong Pro Teahupoo, mesmo participando da etapa como convidado, e quebrando um jejum de 6 anos do Brasil sem vitórias no Circuito Mundial Masculino de Surfe. Em 2009, venceu o Hang Loose Pro, organizado em Fernando de Noronha, e que faz parte do WQS.
Em 2017, ele foi campeão do torneio "Allianz Capítulo Perfeito powered by Billabong", em Portugal. Este evento reúne os melhores tube riders do mundo numa competição especial de tubos, na praia de Cascais.
Em 2021, ele surfou, na Península de Bukit, em Bali, aquele que foi considerado o maior swell do ano.
Outro destaque de sua carreira foi quando surfou uma pororoca chamada Seven Ghosts junto com Tom Curren na Selva da Sumatra.

## Resultados em Competições
Circuito Mundial Masculino de Surfe
| Ano  | Evento                        | Posição | Derrotado por  | Ref.         |
| ---- | ----------------------------- | ------- | -------------- | ------------ |
| 2000 | Rio Surf International        | 33º     | Sunny Garcia   | [ 11 ]       |
| 2006 | Rip Curl Cup                  | 13º     | Chris Ward     | [ 12 ]       |
| 2007 | Rip Curl Search               | 5º      | Damien Hobgood | [ 13 ]       |
| 2007 | Billabong Pro Teahupoo        | 33º     | Tom Whitaker   | [ 14 ]       |
| 2008 | Billabong Pro Teahupoo        | Venceu  | -              | [ 4 ] [ 15 ] |
| 2008 | Rip Curl Pro Search Bali      | 33rd    | Bobby Martinez | [ 16 ]       |
| 2008 | Hang Loose Santa Catarina Pro | 33rd    | Tiago Pires    | [ 17 ]       |
| 2009 | Billabong Pro Teahupoo        | 33º     | Kai Otton      | [ 18 ]       |
| 2009 | Rip Curl Search               | 17º     | Joel Parkinson | [ 19 ]       |
| 2010 | Rip Curl Pro Portugal         | 25º     | Kelly Slater   | [ 20 ]       |
| 2011 | Rip Curl Pro Portugal         | 25º     | Jordy Smith    | [ 21 ]       |
| 2015 | Billabong Pro Teahupoo        | 9o      | Kai Otton      | [ 22 ]       |
| 2016 | Billabong Pro Teahupoo        | 5o      | Kelly Slater   | [ 23 ]       |

World Qualifying Series
| Ano  | Evento                        | Posição | Derrotado por | Ref.         |
| ---- | ----------------------------- | ------- | ------------- | ------------ |
| 2008 | Billabong ECO Surf Festival   | 73º     |               | [ 24 ]       |
| 2008 | Local Motion Guaruja Surf Pro | 9º      |               | [ 25 ]       |
| 2008 | Buondi Billabong Pro          | 49º     |               | [ 26 ]       |
| 2008 | Rio de Janeiro International  | 73º     |               | [ 27 ]       |
| 2009 | Hang Loose Pro                | Venceu  |               | [ 6 ] [ 28 ] |
| 2009 | O'Neill Coldwater Classic     | 37º     |               | [ 29 ]       |
| 2009 | Maresia Surf International    | 121º    |               | [ 30 ]       |
| 2009 | Rip Curl Saquarema Pro        | 25º     |               | [ 31 ]       |
| 2010 | Hang Loose Pro                | 73º     |               | [ 32 ]       |
| 2011 | Hang Loose Pro                | 97º     |               | [ 33 ]       |

Eventos Especiais
| Ano  | Evento                                         | Posição | Derrotado por | Ref.   |
| ---- | ---------------------------------------------- | ------- | ------------- | ------ |
| 2017 | Allianz Capítulo Perfeito powered by Billabong | Venceu  | -             | [ 7 ]  |
| 2018 | Rip Curl Cup Padang Padang                     |         | Agus Setiawan | [ 34 ] |

## Aparições em Programas de TV e em Comerciais
- Em setembro de 2008, ele foi tema do programa "Surfe 2008", da ESPN.[35]
- Em 2016, ele estrelou campanha publicitária para o Renault Sandero Stepway Rip Curl[36].